# Empyelocera nitida
Empyelocera nitida är en tvåvingeart som först beskrevs av Friedrich Georg Hendel 1935.  Empyelocera nitida ingår i släktet Empyelocera och familjen fläckflugor. Inga underarter finns listade i Catalogue of Life.